# Zauntritt

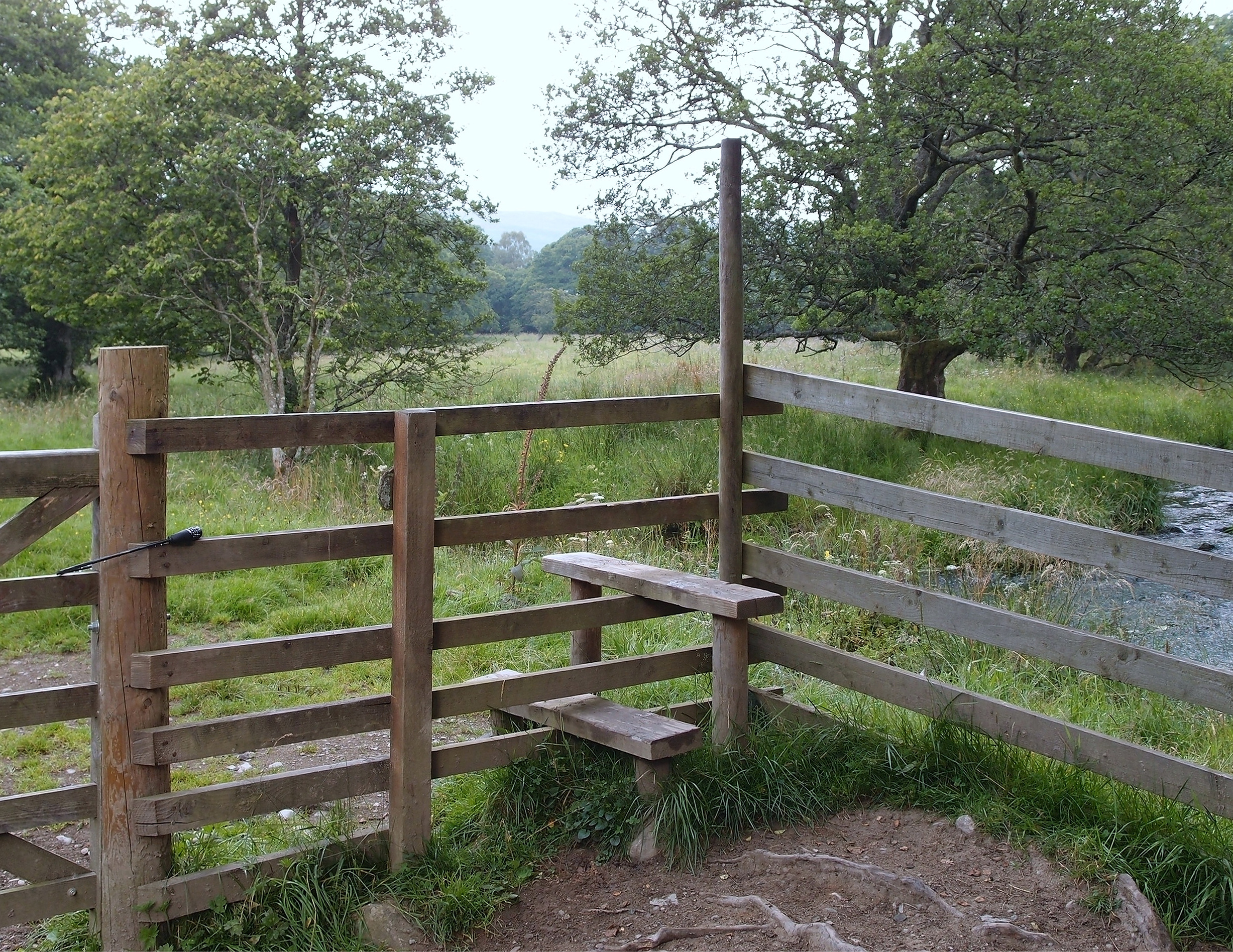
Zweistufiger Zauntritt in Nordengland mit Pfahl zum Festhalten

Ein Zauntritt, auch Zaunübertritt, norddeutsch Stägel, ist eine Vorrichtung, mit deren Hilfe ein Fußgänger eine Einfriedung (Hecke, Mauer, Zaun) übersteigen kann. Bei Mauern spricht man vom Mauertritt.

## Aufbau
Bei Bretter- oder weitmaschigen Drahtzäunen besteht der Zauntritt häufig aus hölzernen Bohlen, die in unterschiedlicher Höhe durch den Zaun geführt, eine Art Treppe bilden, über die auf- und abgestiegen werden kann. Mitunter ist die Einfriedung an dieser Stelle etwas niedriger, um das Übersteigen zu erleichtern.
Aufwendigere Konstruktionen arbeiten mit aneinandergelehnten Treppen oder Leitern.

## Vorkommen
In Deutschland sind Zauntritte im Siedlungs- bzw. Landwirtschaftsbereich selten. Man findet sie vor allem im Wald an Wildzäunen und bei Wanderpfaden im Alpenraum bei umzäunten Almen.
Viel häufiger sind Zauntritte in Großbritannien, Irland und Skandinavien anzutreffen, wo traditionelle Wegerechte häufig über eingegrenztes Weideland führen. Das englische Wort lautet stile, dessen Verwandtschaft mit dem norddeutschen Stägel ist offensichtlich.
Zauntritte werden auch angelegt, um abseits der Wege liegende Sehenswürdigkeiten wie Ruinen oder Vorzeitdenkmale erreichbar zu machen.

## Nutzen
Zauntritte sind so konstruiert, dass sie von Fußgängern leicht überquert werden können, für Vieh oder Wild jedoch unüberwindlich sind. Auf den schmalen Tritthölzern finden Huf- oder Klauentiere keinen festen Stand und können den Übergang daher nicht überqueren.

## Nachteile
Zauntritte können für körperbehinderte oder eingeschränkt gelenkige Menschen unüberwindbar sein. Alternativen sind selbstschließende Viehgatter oder in die Straßenoberfläche eingelassene Viehgitter. Vorrichtungen wie „Kissing gates“ oder schmale Mauer- oder Gitterspalten, sogenannte squeeze gates (deutsch „Durchquetsch-Tore“), sind für Rollstuhlfahrer ebenfalls nicht benutzbar.

## Beispiele

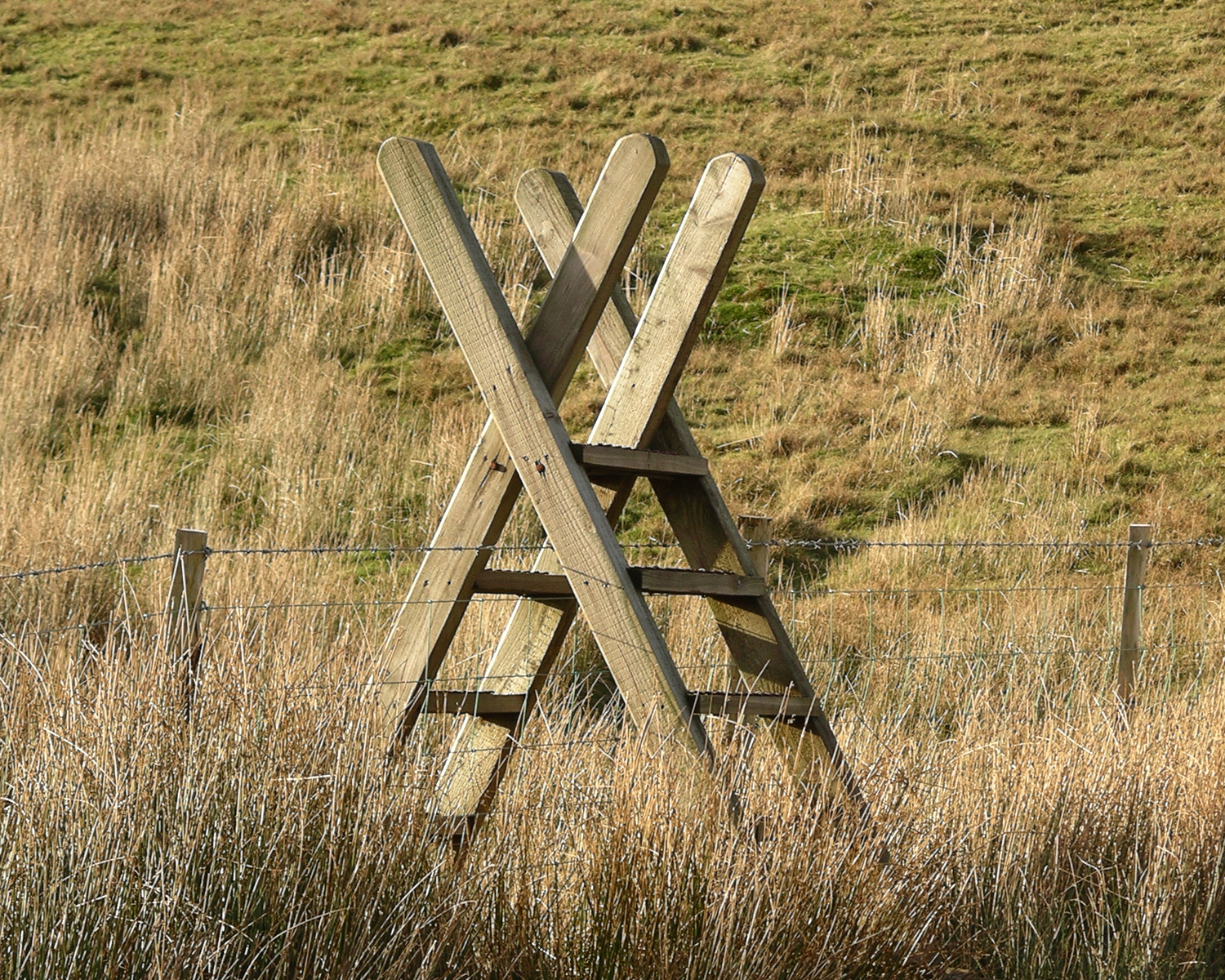
Stufen-Zauntritt in Snowdonia
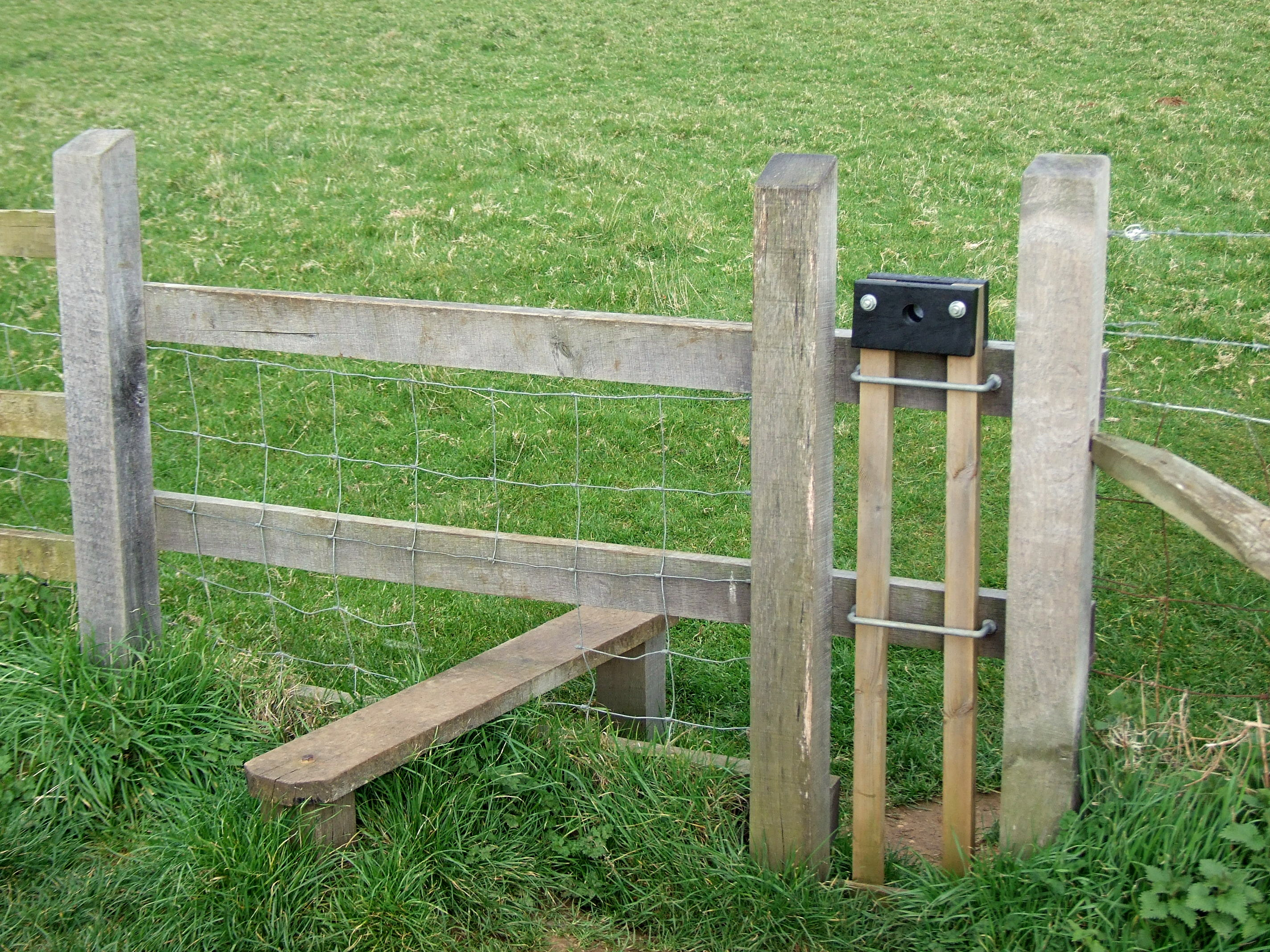
Niedriger Zauntritt, rechts Hundetor mit Schwerkraftverschluss
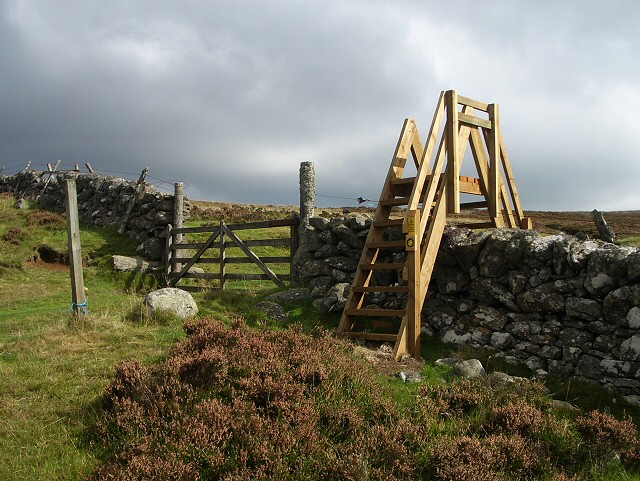
Mauertritt am Cateran Trail
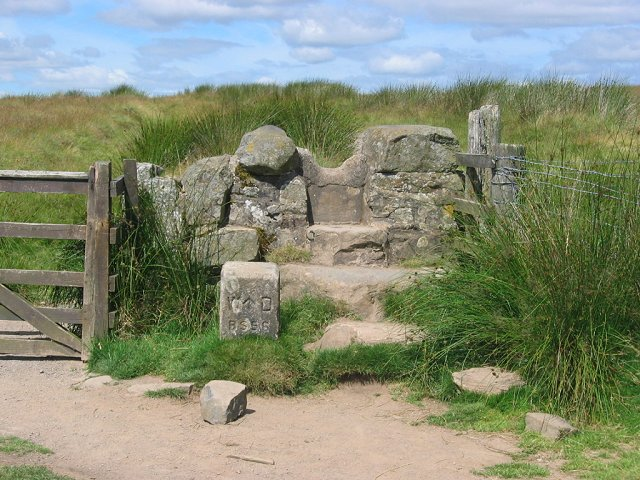
Mauertritt am Maiden's Cleuch Pass
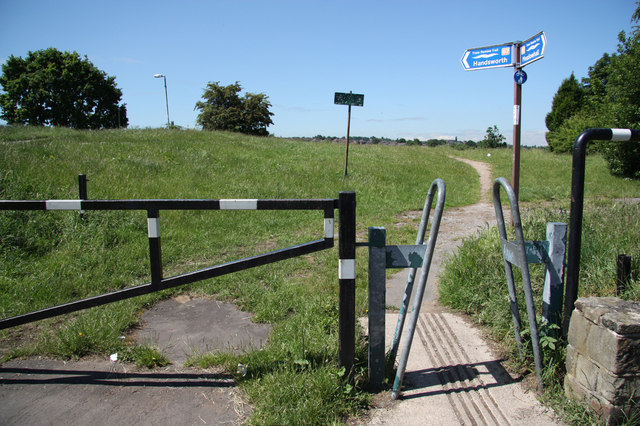
Statt des Zauntrittes ein „Squeeze stile“ aus Metall
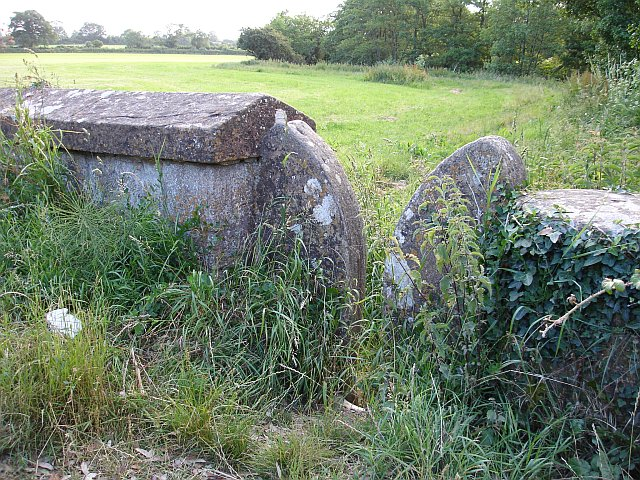
„Squeeze stile“ aus Stein
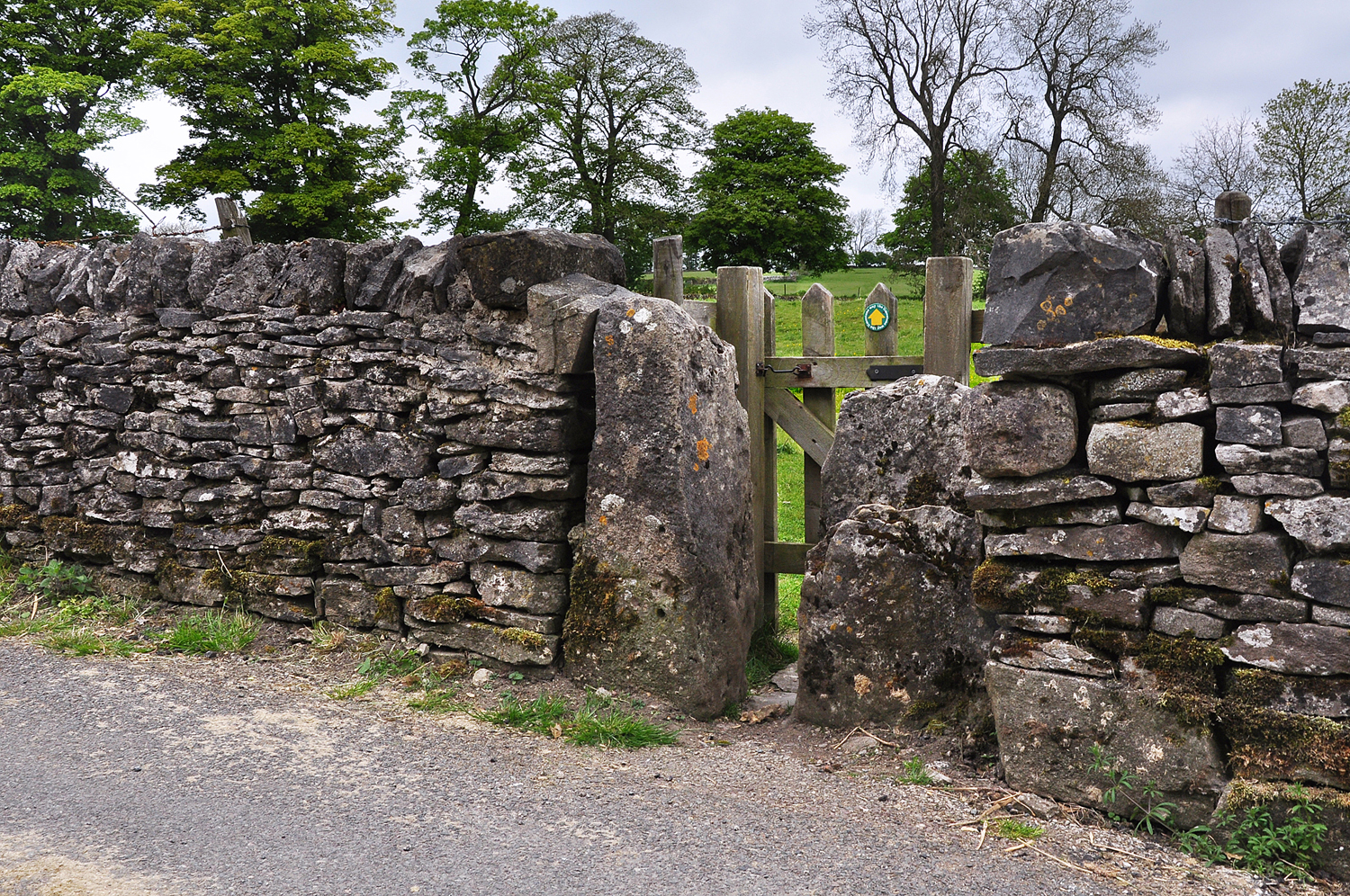
„Squeeze stile“ aus Stein
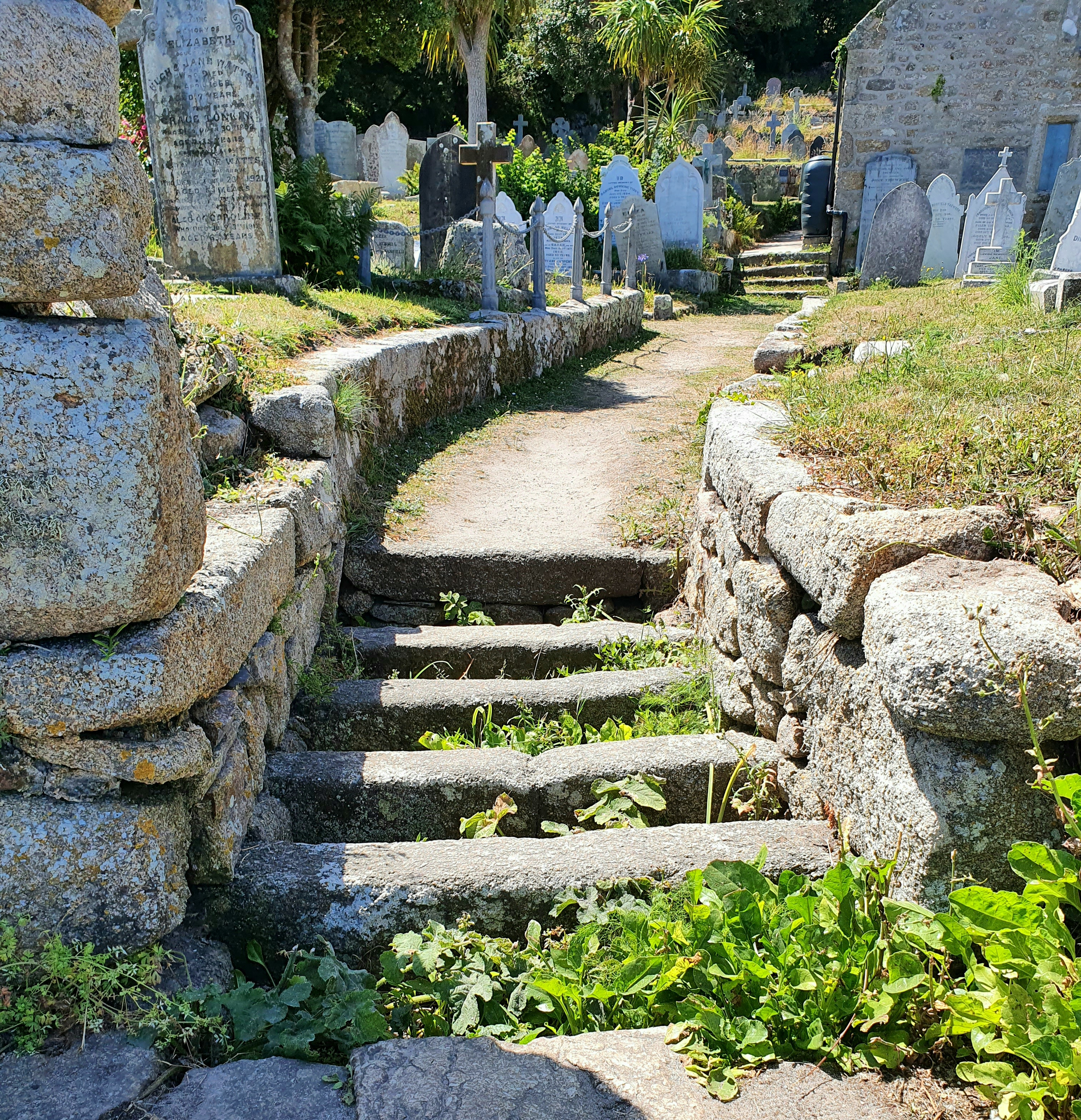
Stile auf den Isles of Scilly